# Viola Tami
Viola Manuela Laura Tami (* 10. April 1981 in Zürich) ist eine Schweizer Radio- und Fernsehmoderatorin, Schauspielerin und Sängerin.

## Leben
Viola Tami wuchs in Schwamendingen auf. Im Alter von 15 Jahren begann sie auf TeleZüri bzw. Tele24 zu moderieren – als Videojournalistin (VJ) der Jugendsendung VideoGang. Ab 1999 trat sie unter dem Künstlernamen Tamy als Sängerin auf – ihre erste und bisher einzige Single High on Your Love erreichte im Oktober 2000 Platz 63 der Schweizer Charts.
Zwischen 1999 und 2007 verkörperte sie die Rolle der Lotta Waser in der Schweizer Seifenoper Lüthi und Blanc. Zusammen mit Martin Schenkel nahm sie zudem 1999 den Titelsong der Serie, Wenn immer, auf.
Ab dem Jahr 2004 bis zum Jahr 2024 war Viola Moderatorin bei Radio Energy Zürich. Von 2005 bis 2006 moderierte sie die Sendung people auf Sat.1 Schweiz, die einen Marktanteil von über 11 % erzielte. Ab 2006 führte sie beim Privatsender 3+ durch die Casting-Show Superstar. 2012 moderierte Viola Tami auf Sat.1 Schweiz die erste Staffel der Zügelsendung Move in!. Auf SRF 1 moderierte sie 2015 und 2016 die dritte und vierte Staffel der Castingshow Die grössten Schweizer Talente. Auf SRF 1 moderiert Viola Tami seit 2020 die Sendung Ding Dong, in welcher spezielle Häuser besichtigt werden. Im Jahr 2021 moderierte sie die Talentshow Stadt Land Talent auf SRF 1.
Viola Tami ist seit Anfang Juni 2012 mit dem Moderationskollegen Roman Kilchsperger verheiratet, mit dem sie zwei gemeinsame Söhne hat. Sie wohnen in Zürich.

## Auszeichnungen
- 2017: Publikumspreis des Prix Walo als Publikumsliebling des Jahres 2016[10]